# 吉利威豪車隊

## 歷史及背景
於1997年成立，是中國大陸早期的專業賽車隊之一。曾參加過多項汽車，摩托車和拉力車賽，於2004年以一汽豐田VIOS參加首屆中國汽車場地錦標賽年度總冠軍。由於與一汽豐田商談技術支援未果，於2005年第五站(北京站)接受吉利汽車贊助，冠名為吉利威豪賽車隊，以吉利自由艦為參賽車。現在主攻於全國汽車場地錦標賽，及為吉利汽車支援進行吉利房車賽。

## 車手
林立峰(9)
高華陽(10)
王浩(25)

## 中國汽車場地錦標賽相關事項
威豪賽車隊於2005年第五站開始使用吉利，由於時間倉促，賽車表現強差人意。但在第六站開始，獨立研發的MR481QS引擎投入賽事，其驚人的直線性能讓整個1600CC組別聞風喪膽，但因為起步時涉及意外和賽車故障而未能完賽。
在2006年，吉利賽車因多次在遙遙領先的情況下因故障退出，被車迷戲稱為"全錦賽中的麥拿侖車隊"。即使曾於第二站取得過2分積分，但因為MR481QS引擎在當時仍未取得發改委的批文(該批文於第三站的不計時練習賽後正式生效，趕及參與該星期的賽事)，而被取消成績。
另外，由於吉利賽車的動力與吉利廠方本身實力不對稱，加上一些自稱消息人士所指，所謂"MR481QS"引擎其實是本田的B16A引擎，車隊及廠方對此未有回應，但根據車隊網頁的相片，可初步肯定該引擎絕非原裝的引擎。

## 吉利房車賽相關事項
威豪賽車隊應吉利汽車的要求，將15輛自由艦轎車經過基本的改裝，成為吉利房車賽的賽事。該賽事於2006年首度舉行，以"吉利房車精英賽"的名義，作為亞洲吉利方程式的墊賽。該賽事邀請了多位被譽為中、港、澳的房車賽精英參與。日後則會改為類似AGF和上海大眾 POLO Cup一般，以普羅大眾為對像的入門級賽事。

## 外部連結
- 吉利威豪賽車隊 （簡體\繁體中文）
- 中國汽車運動會網站（页面存档备份，存于） （簡體中文）